# The Grave by the Handpost
The Grave by the Handpost is een kort verhaal van de Engelse schrijver Thomas Hardy. 
het verscheen voor het eerst in St James's Budget in november 1897 en in december van dat jaar in Harper's Weekly.  Vervolgens werd het opgenomen in de in 1913 uitgegeven verhalenbundel A Changed Man and Other Tales.
De belangrijkste gebeurtenissen in de vertelling spelen zich af rond Kerst. Nauw bij de gebeurtenissen betrokken zijn de zangers en muzikanten van het kerkkoor, zoals die ook werden beschreven in de lichtvoetige roman Under the Greenwood Tree. Dit verhaal is echter tragisch van aard.
Het verhaal speelt zich af in Hardy's fictieve graafschap Wessex, in twee naburige dorpen: Chalk-Newton (in werkelijkheid Maiden Newton) en Broad Sidlinch (Sydling St. Nicholas), gelegen halverwege tussen Ivell (Yeovil) en Casterbridge (Dorchester). De twee dorpen worden verbonden door een weg die haaks gekruist wordt door de oude Romeinse weg Long Ash Lane, waar op de kruising een houten wegwijzer staat.

## Het verhaal
Het kerkkoor van Chalk-Newton maakt zich op om in de kerstnacht hun gebruikelijke ronde te doen door het dorp en de oude en bekende liederen te zingen. Ze zijn wat vroeger dan de gebruikelijke aanvangstijd van middernacht, dus ze besluiten eerst de wat afgelegen huizen langs te gaan, "waar de mensen toch geen klok hebben". Dan worden ze in de verte lichten gewaar op een ongebruikelijke plek en met een vermoeden van wat er gaande is, besluiten ze te gaan kijken wat er aan de hand is. Het blijkt dat enkele mannen bezig zijn iemand te begraven aan de voet van de wegwijzer. Het lichaam wordt zonder veel ceremonieel en zonder kist in het graf gedumpt en de aarde wordt aangestampt. Bij navraag bij de uit Sidlinch afkomstige mannen wordt hun vermoeden bevestigd dat het gaat om een geval van zelfmoord, waarbij de overledene volgens de geldende regels geen recht heeft op een christelijke begrafenis op een kerkhof. Het gaat om de gepensioneerde sergeant Holway. Uit een bij hem gevonden brief wordt de reden voor zijn daad duidelijk. Het was een brief van zijn zoon, die op aandringen van zijn vader in het leger was gegaan, terwijl hij liever gewoon in het dorp een vak had uitgeoefend. De zoon schreef uit India, waar hij was gestationeerd, dat hij moe en ziek was en totaal niet begreep waarom hij daar eigenlijk was. Zijn vader was daarover dermate teleurgesteld en verbitterd en mogelijk ook vervuld van spijt, dat hij erover ging tobben, aan de drank raakte en zich uiteindelijk het leven benam.
Na deze uiteenzetting gaan de mannen uit Sidlinch huns weegs. De koorleden besluiten uit piëteit dan toch maar een lied te zingen bij het geïmproviseerde graf. Meteen daarna nadert een koets, waaruit Luke Holway stapt, de zoon van de overleden sergeant, die bij zijn recente terugkeer vernam wat er gebeurd was. Door emotie overmand geeft hij te kennen dan ook maar zelfmoord te willen plegen. De verstandige mannen van het koor weten hem echter te bepraten. De zoon is dankbaar voor hun woorden en voor wat zij voor zijn vader hebben gedaan. Hij neemt zich voor zijn vaders naam eer te bewijzen door zich zo goed als mogelijk dienstbaar te maken in de strijd. Ook verzoekt hij de hulp van de mannen om het lichaam van zijn vader alsnog op een christelijke manier te begraven. De dominee van zijn dorp is daar faliekant op tegen, maar die van Chalk-Newton is wat ruimer in zijn opvattingen. Er wordt overeengekomen dat de vader een plaats zal krijgen op het kerkhof van Chalk-Newton en Luke betaalt alle kosten. Kort daarop wordt hij echter opgeroepen om deel te nemen in de strijd in Spanje.
Vervolgens krijgt de doodgraver van het dorp toch zijn bedenkingen, die hij deelt met de dominee. Het lichaam is niet begraven in een kist, en er is een staak door zijn hart geslagen, zoals bij zelfmoordenaars kennelijk gebeurde. De bedenkingen leiden tot uitstel. De door Luke bestelde grafsteen arriveert en men overlegt wat te doen. De steen dan maar plaatsen bij het graf bij de wegwijzer? Onpraktisch. De steen dan maar ergens op het kerkhof plaatsen? Ongepast. Van uitstel komt afstel, de steen verdwijnt steeds verder uit het zicht, van de werkplaats naar ergens onder de bosjes, waar hij verbrijzeld wordt door een omgevallen boom en bedolven raakt.
Op de lange duur keert de zoon, met eer overladen door zijn deelname aan talloze veldslagen, waaronder die bij Waterloo, terug in zijn dorp. Op weg naar het andere dorp is hij opgelucht dat zijn vader daar niet meer ligt, maar zijn zoektocht op de begraafplaats van Chalk-Newton levert niets op. Veel van de betrokkenen zijn inmiddels overleden maar uiteindelijk wordt het hem duidelijk dat zijn vader nog altijd op dezelfde plek ligt begraven. Hij betrekt een huisje in het dorp. Met de volgende Kerst wordt er zoals gewoonlijk gezongen, ook voor zijn huisje. Het traditionele lied is hetzelfde als dat wat het koor bij het graf ten gehore had gebracht. Lang denkt hij na, maar in de ochtend wordt hij gevonden; hij heeft zich het leven benomen bij het graf onder de wegwijzer. Een brief waarin hij vroeg bij zijn vader begraven te worden wordt te laat ontdekt. Hij wordt ter aarde besteld op de christelijke begraafplaats van Chalk-Newton.